# Институт философии НАН Беларуси
Институ́т филосо́фии НАН Беларуси — научно-исследовательский институт в области гуманитарных наук в Республике Беларусь. Оказал существенное влияние на становление историко-философской науки в Беларуси.

## История
Создан 19 марта 1931 года постановлением Президиума Белорусской Академии наук, протокол № 8 на основе кафедры марксизма-ленинизма.
В 1968 году в составе Института философии и права АН БССР образован сектор конкретных социальных исследований.
В 1978 году в Институте философии и права АН БССР образован сектор методологических проблем социологических исследований.

## Известные сотрудники
- Савастюк, Антон Иванович — д.ф.н., профессор, ч.-корр. АН БССР